# Чечехов
Чечехов (слч. Čečehov) насељено је мјесто са административним статусом сеоске општине (слч. obec) у округу Михаловце, у Кошичком крају, Словачка Република.

## Становништво
| Година:    | 1994. | 2004.    | 2014.   | 2024.   |
| ---------- | ----- | -------- | ------- | ------- |
| Број људи: | 273   | 341      | 372     | 388     |
| Разлика:   |       | +24,90 % | +9,09 % | +4,30 % |

| Година:    | 2023. | 2024. |
| ---------- | ----- | ----- |
| Број људи: | 388   | 388   |
| Разлика:   |       | +0 %  |

Према подацима о броју становника из 2011. године насеље је имало 367 становника.